# “그 법” 집단
“그 법” 집단(일본어: 「彼の法」集団 카노호우슈단[*])은 13세기 초반부터 14세기 초반까지:40-42 지속된 일본의 밀교 종단이다. 다지니천을 모셨으며, “촉루본존(髑髏本尊)” 등의 성(性)의식을 신봉했다. 본래의 명칭이 불분명하여 종교학자 이야나가 노부미가 이렇게 명명했다. 진언종 제호파의 학승 시바타 켄류는 내삼부경류(일본어: 内三部経流 나이산부쿄류[*])라는 명칭을 사용했다. 
진언입천류의 심정이 이 집단을 사교라고 비판하는 『수법용심집』(1268년):9을 편찬해 이들의 촉루본존 등 의식의 상세를 밝히고 규탄했다.:34-36 그런데 혜해의 『파사현정집』(1281년)에서 “그 법” 집단과 진언입천류가 혼동되면서, “그 법” 집단을 비판한 진언입천류가 거꾸로 음사사교(淫祠邪敎)의 누명을 쓰게 되었다.:20 또한 고야종을 집대성한 유쾌(宥快)의 『보경초(寶鏡鈔)』(1375년)에서 고다이고 천황의 측근 몬칸보 코신(文觀房弘眞)과 “그 법” 집단과 진언입천류를 연결시키면서 오해가 걷잡을 수 없게 되었다.:28-29:55–57 그러나 “그 법” 집단, 진언입천류, 몬칸파 이 세 집단은 서로 전혀 다른 집단이다.:1–8:46

## 대중문화에 미친 영향
오늘날에는 그 특이한 교리로 인해 입천류라는 이름으로 “성행위에 근거하는 비술을 닦는 마술적 비밀 결사 단체”로서 픽션의 소재로 쓰이는 일이 많다. 구로스 기이치로나 유메마쿠라 바쿠의 작품을 예로 들 수 있으며, 비디오 게임 Fate/EXTRA CCC에서는 “진언입천영천류”의 마지막 교주이자 선대 교주의 딸이라는 설정의 캐릭터가 등장한다.